# Артиллерийская улица (Зеленогорск)
Артиллери́йская у́лица — улица в городе Зеленогорске Курортного района Санкт-Петербурга. Проходит от Приморского шоссе до Прямой улицы.
Первоначально называлась Алекса́ндровской улицей. Этот топоним известен с 1907 года и связан, вероятно, с именем землевладельца. Скорее всего, с тем же землевладельцем связано финское название Aleksanderinkatu, данное в 1920-х годах соседнему проезду (ныне Александровская улица).
В 1920-х годах улица стала Rinnekatu, что с финского языка переводится как Наклонная улица. Это название связано с тем, что улица идет в гору — поднимается на Литориновый уступ.
Артиллерийской улица стала после войны[когда?]

; этот топоним дан в честь артиллерийских войск Красной армии.

## Перекрёстки
- Приморское шоссе
- Нижняя улица / улица Восстания
- Александровская улица
- Прямая улица